# Marcilhac-sur-Célé
Marcilhac-sur-Célé là một xã thuộc tỉnh Lot trong vùng Occitanie phía tây nam nước Pháp.